# Perserekatan Jamaah Islam Suriname
Perserekatan Jamaah Islam Suriname, ook wel Perserekatan Jamaah Islamiah Suriname (Verenigde Islamitische Gemeenten in Suriname, PJIS), is een Surinaams genootschap van islamitische Javaanse Surinamers.
De organisatie verenigt een deel van de Oostbidders in Suriname, aanhangers die niet alleen de tradities uit Java volgen, maar ook gebruiken uit het Midden-Oosten. Oostbidders verwijst ernaar dat de aanhangers naar Mekka bidden, wat vanuit Suriname gezien in het Oosten ligt. De organisatie staat daarnaast ook open voor moslims die vasthielden aan Javaanse tradities.
De PJIS is aangesloten bij de koepelorganisatie Madjilies Moeslimien Suriname.